# Оценка воздействия на конкуренцию
Оценка воздействия на конкуренцию  (англ. competition assessment) представляет собой процесс оценки государственных норм регулирования, нормативных и/или законодательных актов, направленный на достижение двух основных целей. Во-первых, выявляются те нормы, которые без необходимости препятствуют конкуренции. Во-вторых, оказывается помощь в их пересмотре, чтобы они не создавали таких препятствий без особой необходимости. Оценка выполняется на регулярной основе для анализа воздействия решений, принимаемых государственными органами с точки зрения их влияния на конкуренцию. [OECD, 2007].
Оценка воздействия на конкуренцию является интегрированной частью системы оценки регулирующего воздействия (ОРВ) и является одним из вариантов т.н. "ассессмента воздействия" (оценка воздействия на окружающую среду, оценка воздействия на бедность, оценка воздействия последствий внедрения техники и т.д.).
22.10.2009 г. Совет ОЭСР выпустил Рекомендации, в которых официально выступил за проведение оценки воздействия на конкуренцию при разработке новых и реализации действующих НПА.
В мире специалисты данного направления входят в International Competition Network, которая объединяет представителей конкурентных ведомств примерно из 80 стран, в т.ч. - Федеральную антимонопольную службу России.

## Цели оценки
Целями оценки воздействия на конкуренцию являются:
- повышение уровня конкуренции как среди поставщиков, так и среди покупателей;
- максимизация общественного благосостояния;
- ограничение вмешательства государства в экономику;
- сокращение избыточного государственного регулирования.

Согласно экономической теории, в процессе соперничества поставщики бросают друг другу вызов, чтобы "завоевать потребителей, предлагая им более выгодные условия, например, путём снижения цен, повышения качества или приближения своих предложений к желаниям потребителей, что обеспечивает потребителям значительные выгоды" (Economics of Regulation and Antitrust, 2007).
От конкурентного соперничества выигрывают и поставщики, и потребители, при этом достигается максимальное общественное благосостояние, причем не наблюдаются искажения рынка, которые имеют место, например, при государственном субсидировании отдельных фирм или создании для них эксклюзивного положения. В ситуации конкурентного рынка поставщики вынуждены совершать целый ряд действий, таких как реклама своих товаров, инвестиции в новые и более совершенные производственные мощности, предоставление скидок для привлечения потребителей и разработка новых, более совершенных и разнообразных товаров в процессе НИОКР, что способствует расширению конкретных рынков и экономическому росту в целом.

## Применение оценки
Оценка воздействия на конкуренцию может быть использована государственными органами для [OECD, 2007]:
1. общей оценки действующих нормативных правовых актов (в экономике в целом или в конкретных отраслях);
2. оценки проектов новых нормативных правовых актов (например, в рамках оценки регулирующего воздействия);
3. разработки, пересмотра, изменения политики в отношении конкуренции государственными органами, такими как министерства, разрабатывающие законы, направления политики, или конкурентные ведомства, дающие свою оценку воздействия норм регулирования на конкуренцию.

## Методология
В настоящее время единая методология оценки воздействия на конкуренцию ещё не сложилась. В разных странах проведение оценки различается по субъекту оценки (кто проводит оценку: министерство, агентство, комиссия, привлеченные оценщики и т.д.), объекту оценки (что оценивается: национальные, региональные, местные законодательные акты, новые или уже действующие нормы регулирования и т.п.), срокам проведения оценки, степени обязательности оценки для законодательных актов, глубине оценки и проч. Вместе с тем, разрабатываются международные стандарты оценки воздействия на конкуренцию, которые предлагают унифицированные методики для оценки влияния государственных политик на конкурентную среду (OECD, 2007).
Несмотря на существующие страновые различия в методиках оценки воздействия на конкуренцию, можно выделить несколько общих этапов оценки. В первую очередь, для оценки прямого и косвенного воздействия на конкурентную среду следует выяснить, к каким рынкам (конкретных товаров или услуг) имеют отношение оцениваемые нормы государственного регулирования. Когда рынки определены, необходимо оценить возможное воздействие норм регулирования на уровень конкуренции на данном рынке.
Для проведения подобного рода оценок, например, в Великобритании разработано специальное руководство по оценке воздействия на конкуренцию (Completing competition assessment in Impact Assessments). Оно предлагает ответить на 4 вопроса, основываясь на содержании оцениваемых норм регулирования:
1. Приводят ли новые нормы регулирования к прямым ограничениям числа поставщиков?, т.е....
- имеет ли место предоставление эксклюзивных прав для отдельных производителей;
- закупка для государственных и муниципальных нужд у единственного поставщика;
- создание системы лицензирования для входа на рынок;
- ограничение количества поставщиков на рынке.

2. Существуют ли какие-либо косвенные ограничения числа поставщиков?, а именно...
- существенное повышение издержек фирм-новичков по сравнению с давно работающими на рынке фирмами;
- существенное повышения издержек входа на рынок и выхода с рынка;
- ограничение присутствия на рынке малого бизнеса.

3. Имеют ли место ограничения на возможности участников рынка конкурировать между собой?, а именно...
- установление контроля над ценами на товары и услуги;
- установление требований к характеристикам товаров и услуг (например, минимального стандарта качества);
- возникновение ограничений на объём инноваций для разработки и производства новых товаров и услуг;
- определение географических границ для поставщиков и каналов реализации товаров и услуг;
- существенные ограничения на рекламу продукции;
- наложение ограничений на сам процесс производства или на выбор организационной структуры предприятия.

4. Сокращаются ли стимулы для активной конкуренции между участниками рынка? Такая ситуация возможна, если:
- отрасли или отдельные фирмы исключаются из регулирования общего закона о конкуренции;
- устанавливается режим поддержки авторских прав и прав на интеллектуальную собственность;
- устанавливается требование обмена информации между участниками рынка или публикации данных о ценах, издержках, выпуске и продажах;
- увеличиваются издержки потребителей на смену поставщиков.

В случае положительного ответа на какой-либо из вопросов на этапе предварительной оценки воздействия на конкуренцию рассматриваемые нормы регулирования следует подвергнуть более глубокой оценке, к которой рекомендуется привлекать экспертов.

## Глубокая оценка воздействия на конкуренцию
Глубокая оценка воздействия на конкуренцию должна включать следующие элементы:
- четкое выявление задач и политической меры;
- формулирование альтернативных норм регулирования, позволяющих достичь такого же результата;
- оценка конкурентных последствий каждой альтернативы;
- сопоставление альтернатив.

Если результаты исследования указывают на возможность ослабления конкурентного соперничества на рассматриваемом рынке товаров (услуг), разработчики норм регулирования должны искать наименее антиконкурентную альтернативу, которая позволяет достичь тех же самых целей, что и оцениваемые нормы регулирования.

## Избранная литература и источники
1. Economics of Regulation and Antitrust, 4th Edition / ed. by W. Kip Viscusi, Joseph E. Harrington and John M. Vernon, 2007.
2. Competition Assessment Toolkit OECD (русская версия), 2007.
3. Авдашева С.Б., Алимова Т.А., Поповская Е.В. «Статистика концентрации  производства: новые возможности для анализа конкуренции на российских рынках // Вопросы статистики, 2005, № 5. С. 18-26.
4. Авдашева С.Б., Алимова Т.А., Луковникова Е.В, Поповская Е.В. Порядок проведения анализа и оценки состояния конкурентной среды на товарных рынках: возможности использования статистических данных // Вопросы статистики, 2005, № 5. С. 3-8.
5. "Порядок проведения анализа и оценки состояния конкурентной среды на товарном рынке" (утвержден приказом Федеральной антимонопольной службы России от 25 апреля 2006 г. N 108).
6. Шкардун В.Д., Ахтямов Т.М. Методика исследования конкуренции на рынке // Маркетинг в России и за рубежом, 2000, №4.
7. Public competition assessments (Australian Competition and Consumer Commission)
8. Презентация "Инструментария для оценки воздействия на конкуренцию" в ФАС (недоступная ссылка) (декабрь 2007).
9. Completing competition assessments in Impact Assessments: Guidance of Office of Fair Trade, UK, 2006.